# Club Defensor Nuevo Catacaos
Club Defensor Nuevo Catacaos es un club de fútbol de Perú, del distrito de Catacaos de la ciudad de Piura en el Departamento de Piura. Fue fundado en 1979 y juega en la Copa Perú. Es conocido como la "Máquina Granate", apelativo puesto por un antiguo periodista de Piura en la década de los 90.

## Historia
El Club Defensor Nuevo Catacaos fue fundado un 15 de marzo de 1979 en el Distrito de Catacaos  en la ciudad de Piura. Consiguió su primera corona en el fútbol cataquense en el año 1996. Sin embargo cayó en posteriores temporada en altos y bajos, llegando a perder la categoría en más de una oportunidad, pero también protagonizando grandes campañas acumulando hasta el momento seis subcampeonatos y cinco campeonatos.
En 2016, siempre apostando por jugadores oriundos de Catacaos, el conjunto granate recuperó la categoría tras permanecer buen tiempo en Segunda y desde la fecha ha mantenido su estadía en la élite del fútbol de la heroica villa.
En el 2017 hizo gala de un vistoso fútbol y tras superar a varios históricos del certamen cataquense logró por fin su retorno a la Etapa Provincial de la Copa Perú, tras quedarse con el subcampeonato de Primera División. En la provincial no pudo avanzar de la fase de grupos tras toparse en el camino al histórico Atlético Grau de Piura, a quien le dio pelea tanto en el duelo de ida como en el de vuelta quedando eliminado en el global un marcador ajustado de 1 a 0.
En el año 2018 alcanzó su segundo título en la liga distrital de Catacaos y logró el pase directo a la Provincial. En esta instancia, los neocataquenses cumplieron una aceptable participación, y tras el retiro del último rival (Deportivo Ignacio Merino de Piura) lograron la clasificación, por primera vez en su historia, a la Etapa Departamental del fútbol macho, quedando como subcampeones de la etapa Provincial de Piura perdiendo la final 1 a 0 ante Idolos F.C de La Unión, en un partido polémico por la decisión del estadio y del árbitro. En la etapa departamental cayeron en un global de 5 a 3 al toparse con el club San Miguel de Piura de muchos jugadores experimentados (ex Atlético Grau y La Bocana) acabando así su travesía en la Copa Perú 2018.
En el 2019 volvió a sonreír consiguiendo su tercer título en la liga distrital de Catacaos y su bicampeonato, logrando su participación a la etapa provincial.
En el 2022 logró el tricampeonato en la Liga Distrital de Catacaos y su cuarta estrella en su historia, además, por primera vez en su historia lograron salir campeones de la etapa provincial de Piura tras la ausencia de rival por temas extra deportivos. Fue declarado como campeón y quedando así como único representante de la provincia de Piura en la etapa departamental de la Región Piura en la Copa Perú 2022 donde fue eliminado por asuntos extradeportivos.
En el 2023, apostando siempre por jugadores del asentamiento Nuevo Catacaos y de Catacaos. Los neocataquenses con un equipo renovado, logró su cuarto título consecutivo consagrándose así como Tetracampeones de la Liga Distrital de Catacaos.
En el 2024, el club defensor nuevo catacaos se consolidó como equipo, invirtiendo y trayendo jugadores de trayectoria en la copa Perú, lo que permitió sin mucha dificultad lograr el ansiado título y por ende ser Pentacampeones de la Liga Distrital de Catacaos, generando gran expectativa en la etapa provincial por todo el distrito de Catacaos, donde fueron eliminados por el club Academia mi Cautivo de Piura.

## Estadio
El Estadio Manuel O. Feijoó de Catacaos, con una capacidad para 1500 espectadores, la cual solamente cuenta con tribuna Oriente y Occidente, sede utilizada para la Liga Distrital de Catacaos, además de ser sede de entrenamiento para la reserva del Club Atlético Grau.

## Uniforme
- Uniforme titular: Camiseta granate, pantalón blanco, medias granates.
- Uniforme alternativo: Camiseta blanca, pantalón granate, medias blancas.

## Rivalidades
El Club Defensor Nuevo Catacaos tiene una rivalidad con el Club Cristo Morado en el llamado Clásico de Barrio. Defensor Nuevo Catacaos representa al barrio norte y Cristo Morado al barrio Sur del Asentamiento Nuevo Catacaos.

## Datos del club.
- Mayor goleada conseguida:
  - En etapa provincial de local: Nuevo Catacaos 7:1 estrella roja (21 de junio del 2022)
  - En etapa provincial de visita: Estrella roja 0:3 Nuevo Catacaos (24 de junio de 2019)
  - En etapa departamental de local: Nuevo Catacaos 3:0 Club Juan Noel Lastra (20 de julio de 2022)
  - En etapa departamental de visita: Sport Fátima 1:4 Nuevo Catacaos (17 de julio de 2022).

- Mayor goleada recibida:
  - En etapa provincial de visita: Atlético Grau 1:0 Nuevo Catacaos (24 de junio de 2017)
  - En etapa departamental de local: Nuevo Catacaos (nunca perdió un partido en su Catacaos)
  - En etapa departamental de visita: Club Defensor la Bocana 4:0 Nuevo Catacaos (24 de julio de 2022)

## Palmarés

### Torneos Regionales
- Liga Provincial de Piura (1): 2022.
- Liga Distrital de Catacaos  (6): 1996, 2018, 2019, 2022, 2023, 2024.[3]
- Subcampeón de la Liga Provincial de Piura (1): 2018.
- Subcampeón de la Liga Distrital de Catacaos (5): 1995, 1997, 2002, 2009, 2017.